# Weald and Downland Living Museum

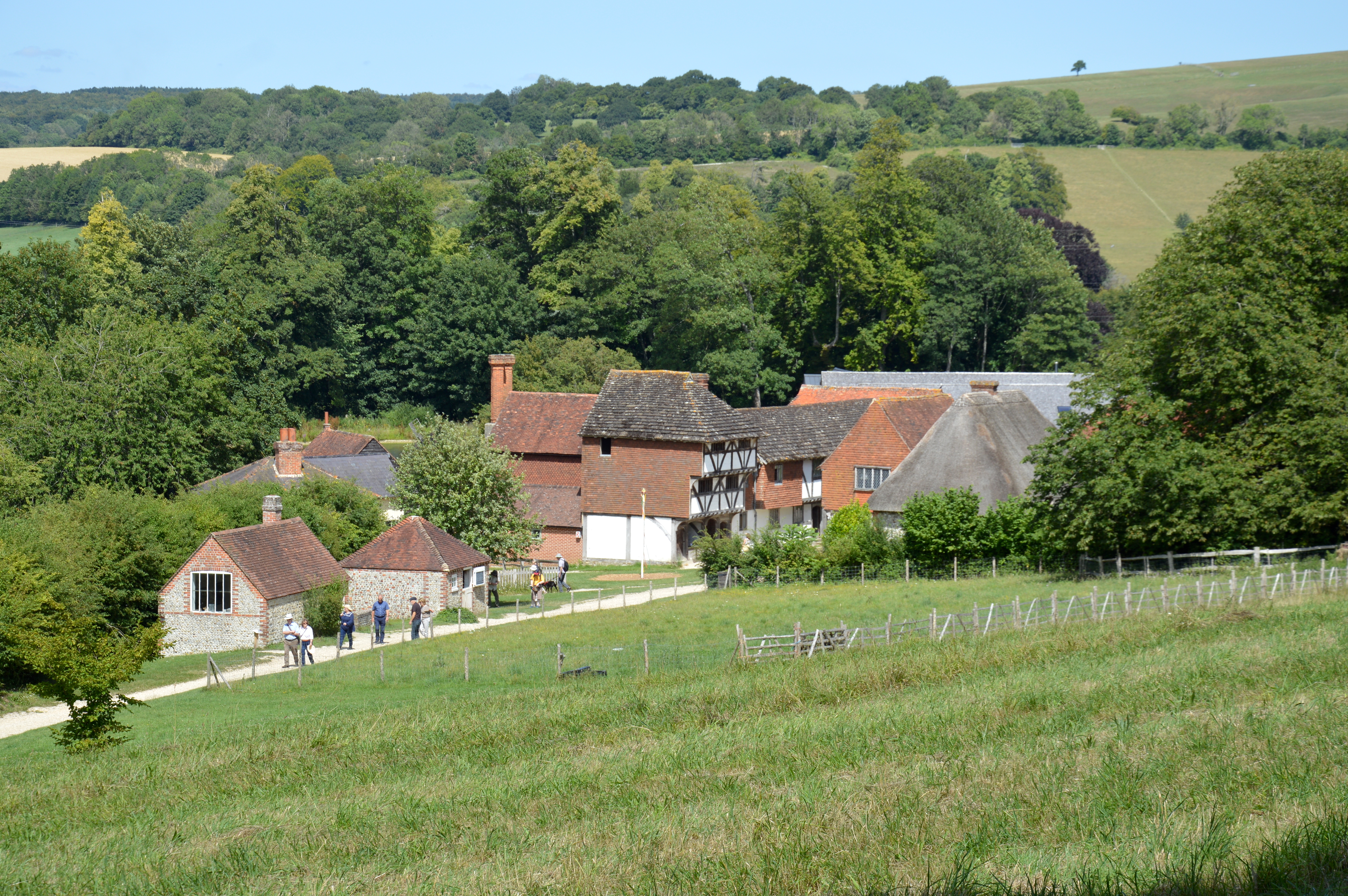
Einige Häuser des Museums

Das Weald and Downland Living Museum ist ein Museum für historische Gebäude in Singleton nördlich von Chichester in Sussex. Das Museum umfasst 50 Gebäude, die ab dem 15. Jahrhundert errichtet wurden. Es ist das Hauptmuseum historischer Gebäude in England – eine Sammlung von über 40 historischen Gebäuden, die aus dem 15. und späteren Jahrhunderten stammen, liegt in 50 Hektar Land –, viele mit Gärten und Farmtieren.
Zur Erhaltung wurden die Gebäude vorsichtig an den historischen Bauplätzen abgebaut, restauriert und originalgetreu im Museum wiedererrichtet.
Viele der Häuser sind originalgetreu ausgestattet, so wie die Gebäude vor Jahrhunderten von ihren Besitzern bewohnt wurden. In den historischen Gärten finden sich Gewürze, Gemüse und Blumen, so wie sie für das tägliche Leben des damaligen Haushalts angesät wurden.

## Weblink
- Website des Weald and Downland Living Museum

Koordinaten: 50° 54′ 25″ N, 0° 45′ 39″ W